# یواس‌اس ساوانه (۱۸۴۲)
یواس‌اس ساوانه (۱۸۴۲) (به انگلیسی: USS Savannah (1842)) یک کشتی است. این کشتی در سال ۱۸۴۲ ساخته شد.